# Pirgula delicata
Pirgula delicata är en fjärilsart som beskrevs av Griveaud 1973. Pirgula delicata ingår i släktet Pirgula och familjen tofsspinnare. Inga underarter finns listade i Catalogue of Life.